# Lucien Guinotte (politicus)

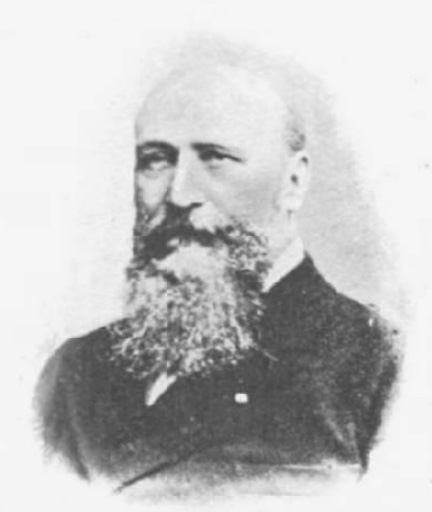

Lucien Guinotte (Verviers, 30 januari 1839 - Morlanwelz, 9 april 1911) was een Belgisch ingenieur, politicus, uitvinder en filantroop.

## Biografie
Hij was gehuwd met Marie Zélie Henriette Rosine (1843-1889); de dochter van Théophile Guibal, uitvinder van de mijnventilators. Hij had een zoon, Léon Guinotte, die hem opvolgde als hoofd van de mijnen van Mariemont en Bascoup.
Hij was het hoofd van de mijnen van Mariemont en Bascoup. Hij vernieuwde de mijnen tot een van de modernste van Europa. De familie Warocqué – eigenaar van deze mijnen – gaf hem veel krediet met deze expansie.
Hij was een van de eersten die de mijnwerkers liet meegenieten van de winsten van de mijnen. Daarnaast streefde hij naar steeds nieuwere technische systemen om het werk en de werkduur te verminderen. Hij beperkte eveneens de kinderarbeid in zijn fabriek en verplichtte rustdagen. Ook op het vlak van hygiëne bij zijn werknemers legde hij enkele verplichtingen op. Daarnaast steunde hij de Technische school van Morlanwelz.
Hij was lid van de Liberale partij, vrijmetselaar en tevens senator van 1894 tot 1900 voor het gebied Charleroi - Thuin.
Lucien Guinotte was de erfgenaam van het fortuin van zijn vriend Raoul Warocqué.

## Het takel
Hij ontwikkelde een nieuw soort takel met variabele standen, waarvoor hij in 1870 patent kreeg. Eveneens ontwierp hij enkele nieuwe modellen voor trilroosters.

## Voetnoten
1. ↑  Yves Quairiaux, "Guinotte, Lucien", dans, Nouvelle biographie nationale, Bruxelles, Académie Royale, 2007, p. 209 "Aux côtés de l'ingénieur Julien Weiler, franc-maçon comme lui, il crée en 1887-1888, les conseils de conciliation et d'arbitrage" et "Franc-maçon et libéral comme ce dernier (Warocqué)".